# فرانک (آلبوم ایمی واینهاوس)
«فرانک» (به انگلیسی: Frank) آلبومی از ایمی واینهاوس خواننده/ترانه‌سرای اهل بریتانیا است که در ۲۰ اکتبر ۲۰۰۳ منتشر شد.